# سکره
سکره (به عربی: سکرة) یکی از شهرهای جمهوری تونس است که در استان اریانه قرار دارد، جمعیت این شهر براساس سرشماری سال ۲۰۰۴ بالغ بر ۸۹۱۵۱ نفر می‌باشد، این شهر عبارت است از یک منطقه مسکونی که در ناحیه شمالی شهر تونس پایتخت کشور تونس قرار دارد و در فاصله ۶ کیلومتری از وسط پایتخت واقع شده‌است.